# Morro Batovi
Batovi é um morro situado na localidade de mesmo nome na cidade de São Gabriel.
Morro de importância histórica, pois lá foi fundada pelo espanhol Don Félix de Azara a primeira Vila de São Gabriel do Batovi, que mais tarde deu origem à cidade de São Gabriel.
O nome "Batovi" tem origem na língua indígena guarani e significa seio de virgem. Há também um outro morro com mesmo nome (Cerro Batoví), localizado no departamento de Tacuarembó, no Uruguai.
Manuel de Almeida Lobo d'Eça foi agraciado com o titulo de barão de Batovi, pelo imperador Dom Pedro II, por seus feitos militares na região.